# كلارنس أشلي
كلارنس أشلي (بالإنجليزية: Clarence Ashley)‏ هو موسيقي أمريكي، ولد في 29 سبتمبر 1895 في بريستول في الولايات المتحدة، وتوفي في 2 يونيو 1967 في وينستون-سالم في الولايات المتحدة.

## وصلات خارجية
- الموقع الرسمي
- كلارنس أشلي على موقع IMDb (الإنجليزية)
- كلارنس أشلي على موقع ميوزك برينز (الإنجليزية)
- كلارنس أشلي على موقع أول ميوزيك (الإنجليزية)
- كلارنس أشلي على موقع ديسكوغز (الإنجليزية)